# Paraguayaans voetbalelftal (vrouwen)
Het Paraguayaans vrouwenvoetbalelftal is een voetbalteam dat Paraguay vertegenwoordigt in internationale wedstrijden, zoals het Zuid-Amerikaans kampioenschap.
Waar de meeste Zuid-Amerikaanse landen in de jaren '80 al een vrouwenelftal opzette, deed Paraguay dit pas in de tweede helft van de jaren '90 als een van de laatste landen op het continent. He team speelde zijn eerste wedstrijd in 1998 tijdens het Zuid-Amerikaans kampioenschap voetbal. Tegen Uruguay werd met 0-2 verloren. In zowel 2006 als 2022 beleefde het team zijn beste resultaat in het continentale kampioenschap met een vierde plaats.
De bijnaam van de ploeg is "La Albirroja", dat staat voor "Het wit en rood". De thuiswedstrijden worden gespeeld in het Estadio Defensores del Chaco.

## Prestaties op eindronden

### Wereldkampioenschap
| Jaar   | Resultaat           | Wed                 | W                   | G                   | V                   | DV                  | DT                  |
| ------ | ------------------- | ------------------- | ------------------- | ------------------- | ------------------- | ------------------- | ------------------- |
| 1991   | Niet deelgenomen    | Niet deelgenomen    | Niet deelgenomen    | Niet deelgenomen    | Niet deelgenomen    | Niet deelgenomen    | Niet deelgenomen    |
| 1995   | Niet deelgenomen    | Niet deelgenomen    | Niet deelgenomen    | Niet deelgenomen    | Niet deelgenomen    | Niet deelgenomen    | Niet deelgenomen    |
| 1999   | Niet gekwalificeerd | Niet gekwalificeerd | Niet gekwalificeerd | Niet gekwalificeerd | Niet gekwalificeerd | Niet gekwalificeerd | Niet gekwalificeerd |
| 2003   | Niet gekwalificeerd | Niet gekwalificeerd | Niet gekwalificeerd | Niet gekwalificeerd | Niet gekwalificeerd | Niet gekwalificeerd | Niet gekwalificeerd |
| 2007   | Niet gekwalificeerd | Niet gekwalificeerd | Niet gekwalificeerd | Niet gekwalificeerd | Niet gekwalificeerd | Niet gekwalificeerd | Niet gekwalificeerd |
| 2011   | Niet gekwalificeerd | Niet gekwalificeerd | Niet gekwalificeerd | Niet gekwalificeerd | Niet gekwalificeerd | Niet gekwalificeerd | Niet gekwalificeerd |
| 2015   | Niet gekwalificeerd | Niet gekwalificeerd | Niet gekwalificeerd | Niet gekwalificeerd | Niet gekwalificeerd | Niet gekwalificeerd | Niet gekwalificeerd |
| 2019   | Niet gekwalificeerd | Niet gekwalificeerd | Niet gekwalificeerd | Niet gekwalificeerd | Niet gekwalificeerd | Niet gekwalificeerd | Niet gekwalificeerd |
| 2023   | Nog te bepalen      | Nog te bepalen      | Nog te bepalen      | Nog te bepalen      | Nog te bepalen      | Nog te bepalen      | Nog te bepalen      |
| Totaal | 0/9                 | 0                   | 0                   | 0                   | 0                   | 0                   | 0                   |

### Olympische Spelen
| Jaar   | Resultaat           | Wed                 | W                   | G                   | V                   | DV                  | DT                  |
| ------ | ------------------- | ------------------- | ------------------- | ------------------- | ------------------- | ------------------- | ------------------- |
| 1996   | Niet deelgenomen    | Niet deelgenomen    | Niet deelgenomen    | Niet deelgenomen    | Niet deelgenomen    | Niet deelgenomen    | Niet deelgenomen    |
| 2000   | Niet gekwalificeerd | Niet gekwalificeerd | Niet gekwalificeerd | Niet gekwalificeerd | Niet gekwalificeerd | Niet gekwalificeerd | Niet gekwalificeerd |
| 2004   | Niet gekwalificeerd | Niet gekwalificeerd | Niet gekwalificeerd | Niet gekwalificeerd | Niet gekwalificeerd | Niet gekwalificeerd | Niet gekwalificeerd |
| 2008   | Niet gekwalificeerd | Niet gekwalificeerd | Niet gekwalificeerd | Niet gekwalificeerd | Niet gekwalificeerd | Niet gekwalificeerd | Niet gekwalificeerd |
| 2012   | Niet gekwalificeerd | Niet gekwalificeerd | Niet gekwalificeerd | Niet gekwalificeerd | Niet gekwalificeerd | Niet gekwalificeerd | Niet gekwalificeerd |
| 2016   | Niet gekwalificeerd | Niet gekwalificeerd | Niet gekwalificeerd | Niet gekwalificeerd | Niet gekwalificeerd | Niet gekwalificeerd | Niet gekwalificeerd |
| 2020   | Niet gekwalificeerd | Niet gekwalificeerd | Niet gekwalificeerd | Niet gekwalificeerd | Niet gekwalificeerd | Niet gekwalificeerd | Niet gekwalificeerd |
| 2024   | Niet gekwalificeerd | Niet gekwalificeerd | Niet gekwalificeerd | Niet gekwalificeerd | Niet gekwalificeerd | Niet gekwalificeerd | Niet gekwalificeerd |
| Totaal | 0/8                 | 0                   | 0                   | 0                   | 0                   | 0                   | 0                   |

### Zuid-Amerikaans kampioenschap
| Jaar   | Resultaat        | Wed              | W                | G                | V                | DV               | DT               |
| ------ | ---------------- | ---------------- | ---------------- | ---------------- | ---------------- | ---------------- | ---------------- |
| 1991   | Niet deelgenomen | Niet deelgenomen | Niet deelgenomen | Niet deelgenomen | Niet deelgenomen | Niet deelgenomen | Niet deelgenomen |
| 1995   | Niet deelgenomen | Niet deelgenomen | Niet deelgenomen | Niet deelgenomen | Niet deelgenomen | Niet deelgenomen | Niet deelgenomen |
| 1998   | Groepsfase       | 4                | 2                | 0                | 2                | 6                | 10               |
| 2003   | Groepsfase       | 2                | 1                | 0                | 1                | 3                | 4                |
| 2006   | Vierde plaats    | 7                | 3                | 1                | 3                | 13               | 16               |
| 2010   | Groepsfase       | 4                | 2                | 0                | 2                | 8                | 6                |
| 2014   | Groepsfase       | 4                | 2                | 0                | 2                | 14               | 9                |
| 2018   | Groepsfase       | 4                | 2                | 1                | 1                | 7                | 7                |
| 2022   | Vierde plaats    | 6                | 3                | 0                | 3                | 10               | 12               |
| Totaal | 7/9              | 31               | 15               | 2                | 14               | 61               | 64               |

### Pan-Amerikaanse Spelen
| Jaar   | Resultaat           | Wed                 | W                   | G                   | V                   | DV                  | DT                  |
| ------ | ------------------- | ------------------- | ------------------- | ------------------- | ------------------- | ------------------- | ------------------- |
| 1999   | Niet deelgenomen    | Niet deelgenomen    | Niet deelgenomen    | Niet deelgenomen    | Niet deelgenomen    | Niet deelgenomen    | Niet deelgenomen    |
| 2003   | Niet deelgenomen    | Niet deelgenomen    | Niet deelgenomen    | Niet deelgenomen    | Niet deelgenomen    | Niet deelgenomen    | Niet deelgenomen    |
| 2007   | Groepsfase          | 4                   | 0                   | 1                   | 3                   | 4                   | 18                  |
| 2011   | Niet gekwalificeerd | Niet gekwalificeerd | Niet gekwalificeerd | Niet gekwalificeerd | Niet gekwalificeerd | Niet gekwalificeerd | Niet gekwalificeerd |
| 2015   | Niet gekwalificeerd | Niet gekwalificeerd | Niet gekwalificeerd | Niet gekwalificeerd | Niet gekwalificeerd | Niet gekwalificeerd | Niet gekwalificeerd |
| 2019   | Vierde plaats       | 5                   | 2                   | 1                   | 2                   | 5                   | 6                   |
| Totaal | 2/6                 | 9                   | 2                   | 2                   | 5                   | 9                   | 24                  |

## FIFA-wereldranglijst
Betreft klassering aan het einde van het jaar
| 2003 | 2004 | 2005 | 2006 | 2007 | 2008 | 2010 | 2011 | 2012 | 2014 | 2015 | 2018 | 2019 | 2020 | 2021 | 2022 |
| ---- | ---- | ---- | ---- | ---- | ---- | ---- | ---- | ---- | ---- | ---- | ---- | ---- | ---- | ---- | ---- |
| 65   | 66   | 65   | 61   | 59   | 55   | 58   | 58   | 58   | 50   | 52   | 47   | 48   | 47   | 50   | 50   |

## Selecties

### Huidige selectie
Deze spelers werden geselecteerd voor twee vriendschappelijke wedstrijden tegen Uruguay in november 2022.
| Doel                          |                   |                                    |
| 1                             | Cristina Recalde  | CD Juan Grande                     |
| 12                            | Alicia Bobadilla  | CA San Lorenzo de Almagro          |
| Verdediging                   |                   |                                    |
| 2                             | Limpia Fretes     | Club Libertad                      |
| 3                             | Lorena Alonso     | Club Olimpia Asunción              |
| 4                             | Daysy Bareiro     | CD Juan Grande                     |
| 5                             | Verónica Riveros  | São José Esporte Clube             |
| 21                            | María Martínez    | Club Universidad de Chile          |
|                               | Deisy Ojeda       | Querétaro FC                       |
| Middenveld                    |                   |                                    |
| 7                             | Fabiola Sandoval  | Avaí FC                            |
| 8                             | Rosa Miño         | ALG Spor                           |
| 11                            | Fany Gauto        | Associação Ferroviária de Esportes |
| 15                            | Fanny Godoy       | CD Juan Grande                     |
| 18                            | Camila Arrieta    | Avaí FC                            |
|                               | Damia Cortaza     | Club Libertad                      |
|                               | Soledad Garay     | Club Libertad                      |
| Aanval                        |                   |                                    |
| 9                             | Lice Chamorro     | Deportivo Alavés                   |
| 10                            | Jessica Martínez  | Sevilla FC                         |
|                               | Celeste Aguilera  | Geen                               |
|                               | Karina Castellano | Club Olimpia Asunción              |
|                               | Verónica Kurtz    | Cerro Porteño                      |
| Bondscoach: Marcello Frigério |                   |                                    |